# Epicentar (glazbeni sastav)
Epicentar, hrvatski glazbeni sastav iz Splita.

## Povijest
Sastav je osnovan sredinom 1980-ih. Godine 1987. nastupili su na Gitarijadi u Zaječaru. Za hrvatsku glazbenu povijet spomena su vrijedni kao sastav koji je okupio poslije poznata glazbenička imena.

## Članovi sastava
Članovi koji su bili u sastavu: Stevo Vučković – gitarist, Zdenko Mamić (sastav Vagabundo, Stivideni) – bubnjevi, Goran Karan – vokal i Tomislav Šperanda (ex Mačak; "Špiro" iz pjesme Osamdesete) – bas-gitarist. Listopada 1987. očekivalo se izdanje njihova LP-a.